# АТХ-код R05
Раздел анатомо-терапевтическо-химической классификации лекарственных средств.
Препараты, применяемые при кашле и простудных заболеваниях (R05)
Группа: R Препараты для лечения заболеваний респираторной системы

## R05C Отхаркивающие препараты (исключая комбинации с противокашлевыми препаратами)

### R05CA Отхаркивающие препараты
R05CA01 Тилоксапол
R05CA02 Калия йодид
R05CA03 Гвайфенезин
R05CA04 Ипекакуана (торговое наименование)
R05CA05 Алтея лекарственного корни
R05CA06 Сенега (торговое наименование)
R05CA07 Сурьмы сульфид (торговое наименование)
R05CA08 Креозот (торговое наименование)
R05CA09 Гваяколсульфонат
R05CA10 Комбинации отхаркивающих препаратов
«Бронхипрет»
«Пектусин»
R05CA11 Левовербенон

### R05CB Муколитики
R05CB01 Ацетилцистеин
R05CB02 Бромгексин
R05CB03 Карбоцистеин
R05CB06 Амброксол
R05CB10 Комбинированные препараты (Муколитики)
R05CB13 Дорназа альфа
R05CB15 Эрдостеин

## R05D Противокашлевые препараты (исключая комбинации с отхаркивающими препаратами)

### R05DA Алкалоиды опия и его производные
R05DA20 Противокашлевые препараты в комбинации
Декстрометорфан + Парацетамол
Кодеин + Фенилтолоксамин
Гвайфенезин + Декстрометорфан

### R05DB Прочие противокашлевые препараты
R05DB13 Бутамират
R05DB18 Преноксдиазин
R05DB20 Комбинированные препараты
R05DB27 Леводропропизин

## R05F Противокашлевые препараты в комбинации с отхаркивающими препаратами

### R05FA Производные опия в комбинации с отхаркивающими препаратами
R05FA02 Производные опия в комбинации с отхаркивающими препаратами
Гринделии травы экстракт + Кодеин + Сульфогайякол
Ипекакуана + Кодеин
Кодеин + Натрия гидрокарбонат + Терпингидрат
Кодеин + Терпингидрат

### R05FB Прочие противокашлевые препараты в комбинации с отхаркивающими препаратами
R05FB02 Противокашлевые препараты в комбинации с отхаркивающими препаратами
Декстрометорфан + Терпингидрат + Левоментол

## R05X Другие комбинированные препараты, применяемые при простудных заболеваниях
Ацетилсалициловая кислота + Хлорфенамин + Фенилэфрин
Глауцин + Эфедрин + Базилика обыкновенного масло
Парацетамол + Фенилэфрин + Фенирамин + Аскорбиновая кислота